# دنی ویدال
دنی ویدال (انگلیسی: Dani Vidal؛ زادهٔ ۱۶ مهٔ ۲۰۰۰) بازیکن فوتبال است.